# Татьяна (река)
Татьяна — река на полуострове Камчатка в России.
Длина реки — 46 км. Протекает по территории Елизовского района Камчатского края. Впадает в Кроноцкий залив.
Корякское название Кейлю-гычь — «горбушовая речка».

## Данные водного реестра
По данным государственного водного реестра России относится к Анадыро-Колымскому бассейновому округу.
Код объекта в государственном водном реестре — 19070000212120000019896.